# فيديريكو أستودييو
فيديريكو أستودييو (بالإسبانية: Federico Astudillo)‏ هو لاعب كرة قدم أرجنتيني في مركز الهجوم، ولد في 6 يناير 1981. لعب مع كلوب ليون.

## وصلات خارجية
- فيديريكو أستودييو على موقع قاعدة بيانات كرة القدم.إي يو (الإنجليزية)
- فيديريكو أستودييو على موقع Soccerway.com (الإنجليزية)